# 拉马德莱娜-维勒弗鲁安
拉马德莱娜-维勒弗鲁安（法語：La Madeleine-Villefrouin，發音：[la madlɛn vilfʁuɛ̃] ⓘ）是法国卢瓦-谢尔省布卢瓦区的市镇，面积9.68平方千米，2022年1月1日人口为32人。

## 地理
拉马德莱娜-维勒弗鲁安（47°47'8"N, 1°24'48"E）面积9.68平方千米，位于法国中央-卢瓦尔河谷大区卢瓦-谢尔省，该省份为法国中北部省份，北起厄尔-卢瓦省，东北接卢瓦雷省，东南接谢尔省，南至安德尔省，西南接安德尔-卢瓦尔省，西北接萨尔特省。
与拉马德莱娜-维勒弗鲁安接壤的市镇（或旧市镇、城区）包括：拉沙佩勒-圣马丹昂普莱讷、马沃、勒普莱西莱谢勒、博斯地区圣莱奥纳尔、塔尔西。
拉马德莱娜-维勒弗鲁安的时区为UTC+01:00、UTC+02:00（夏令时）。

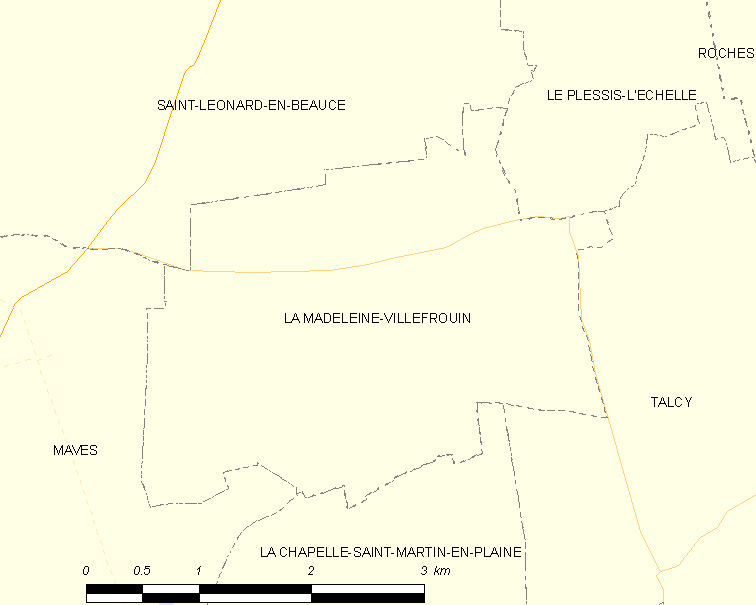
拉马德莱娜-维勒弗鲁安的OSM定位图

## 行政
拉马德莱娜-维勒弗鲁安的邮政编码为41370，INSEE市镇编码为41121。

## 政治
拉马德莱娜-维勒弗鲁安所属的省级选区为拉博斯县。

## 人口
拉马德莱娜-维勒弗鲁安于2022年1月1日时的人口数量为32人。

1962-2008年间拉马德莱娜-维勒弗鲁安人口变化图示